# 交響曲第45番 (ハイドン)
交響曲第45番 嬰ヘ短調 Hob. I:45 は、フランツ・ヨーゼフ・ハイドンが1772年に作曲した交響曲。『告別』（独: Abschieds）の愛称で知られ、いわゆるハイドンの「シュトゥルム・ウント・ドラング（疾風怒濤）期」の交響曲の中ではよく知られている作品の一つであるばかりでなく、ハイドンの交響曲全体の中でももっとも人気のある作品のひとつである。

## 概要
本作、第46番、第47番『パリンドローム』は、残された自筆譜によっていずれも1772年の作曲であることが判明している。下記の逸話から、1772年の秋に作曲されたことが明らかである。
この曲は嬰ヘ短調という、18世紀の交響曲にはほかに見ない調性で書かれており、第3楽章と終楽章ではさらに嬰ヘ長調（嬰音（シャープ）記号が6つ）になる。有名な終楽章を除いても、第1楽章の激しいリズムや展開部に突然出現する新しい主題、第2楽章の半音階的な進行など、本作には創意があふれている。

### 愛称の由来
『告別』の愛称はハイドンの自筆譜には見えず、他の18世紀の資料にも見えないが、19世紀初めから広く使われた。
19世紀初めにハイドンの伝記を記したゲオルク・アウグスト・グリージンガーやアルベルト・クリストフ・ディースが伝える逸話によると、エステルハージ家の夏の離宮エステルハーザでの滞在期間が予想以上に長引いたため、大抵の楽団員がアイゼンシュタットの妻の元に帰りたがっていた。このため、ハイドンは終楽章で巧みにエステルハージ侯ミクローシュに楽団員の帰宅を認めるように訴えた。終楽章後半のアダージョで、演奏者は1人ずつ演奏をやめ、蝋燭の火を吹き消して交互に立ち去って行き、最後に左手に、2人の弱音器をつけたヴァイオリン奏者（ハイドン自身と、コンサートマスターのアロイス・ルイジ・トマジーニ）のみが取り残される。エステルハージ侯は、明らかにメッセージを汲み取り、初演の翌日に宮廷はアイゼンシュタットに戻された。ただし、この逸話を裏付ける証拠は残されていない。

## 楽器編成
オーボエ2、ファゴット1、ホルン2、第1ヴァイオリン2、第2ヴァイオリン2、ヴィオラ1、チェロ1、コントラバス1。
両端楽章のホルンは1本がA管、もう1本がE管を使用する。長調の第2楽章では2本のA管を、第3楽章では2本のFis管を使用している。ハイドンは本作と同じく、特殊な調性で書かれた第46番の2曲のためにホルン用の替え管を特注し、ハイドン自身による1772年10月22日付けのホルン製造会社宛ての支払い書が残されている。
古今を通じても、Fis管のホルンの使用例はほとんど見られない（ジョルジュ・ビゼーの『アルルの女』第2組曲の「パストラール」では、同様のFis管ホルンの希少な実例を見ることが出来る）。
最終楽章のアダージョ部分では、各楽団員のために楽譜が12段に分かれて書かれ、2人のオーボエ、2人のホルンのパートがそれぞれ独立しているほか、ヴァイオリンは4パートに分かれ、通常は低音楽器としてひとまとめに書かれるチェロ・ファゴット・ヴィオローネ（コントラバス）のパートが分けて書かれている。
本作が書かれた時期のエステルハージ家の楽団は総勢12人であり、上記の楽譜は1パート1人だった。これまで、ハイドンの交響曲でファゴット、チェロ、コントラバスが同じ旋律を斉奏していたのかどうかはよくわかっていなかったが、この交響曲でその裏が取れている。
ハイドンの後期以外の交響曲はチェンバロの通奏低音つきで演奏されることもあるが（録音はトレヴァー・ピノック/EC、トン・コープマン/ABOなど）、チェンバロを用いない演奏もある（録音はクリストファー・ホグウッド/AAM、ブルーノ・ヴァイル/Tafelmusikなど）。特に、ホグウッドはハイドンの交響曲の初演当時はチェンバロ奏者はいなかったと考える学者の意見を取り入れ、初演当時の響きを再現すべくチェンバロを用いない演奏を録音した。本作におけるその根拠としては、終楽章後半のアダージョで、舞台から去る各楽器には独奏パッセージが与えられているにもかかわらずチェンバロ用の楽譜がないこと、ハイドン本人は最後までヴァイオリンを弾いていたと伝えられることから、ハイドンがチェンバロを弾くことはできなかったと考えられ、ほかにエステルハージ家にはチェンバロ奏者は雇われていなかったことが挙げられる。なお、第1番以前にハイドンは多くの "Sinfonia" を破棄したと考えられており、その時代には通奏低音が含まれていた可能性がある。

## 曲の構成
定式通りに4つの楽章で作曲されているが、最終楽章のあとのアダージョ部分は実質的に第5楽章に相当する。演奏時間は約25分。
- 第1楽章 アレグロ・アッサイ

嬰ヘ短調、4分の3拍子、ソナタ形式。
第1主題（1小節目〜）
お使いのブラウザーでは、音声再生がサポートされていません。音声ファイルをダウンロードをお試しください。
第2主題（108小節目〜）
お使いのブラウザーでは、音声再生がサポートされていません。音声ファイルをダウンロードをお試しください。
第1楽章は、当時としては異例な嬰ヘ短調を用いて、切迫した状況が表現されている。この始まり方は、シュトゥルム・ウント・ドラング（疾風怒濤）期のハイドンには典型的な手法によっており、第1ヴァイオリンによる下降分散和音が、第2ヴァイオリンによるシンコペーションや、管楽器の和音のタイに伴奏されている。おおむねソナタ形式として説明することができるが、多くの点で標準的なソナタ形式とは違っている（例えば、再現部の寸前でニ長調によって新たな素材が導入され、さしずめこれが通常のソナタ形式の第2主題のような役割を果たしている）。
- 第2楽章 アダージョ

イ長調、8分の3拍子、ソナタ形式。
お使いのブラウザーでは、音声再生がサポートされていません。音声ファイルをダウンロードをお試しください。
弱音器をつけたヴァイオリンが奏でるくつろいだ旋律によって始まるが、「しゃっくり」のような動機の反復が目立っている。雰囲気は、長調と短調との交替によって、だんだんと厳粛に、瞑想的になっていき、シューベルトの後期作品に数多く見られるパッセージを連想させる。その後に、小節線をまたがって上昇を続ける一連の不協和音が続く。これは再現部において、ハイドンとしては異例の長さの楽段に発展する。
- 第3楽章 メヌエット - トリオ：アレグレット

嬰ヘ長調、4分の3拍子。
お使いのブラウザーでは、音声再生がサポートされていません。音声ファイルをダウンロードをお試しください。
各部分の結びのカデンツは第3拍にあるため極めて弱く、不満足な感じをもたらしている。トリオはホルンではじまり、途中で短調の部分を経る。曲はで終わる。
- 第4楽章 フィナーレ：プレスト - アダージョ

嬰ヘ短調 - 嬰ヘ長調、2分の2拍子、ソナタ形式。
プレスト部分
お使いのブラウザーでは、音声再生がサポートされていません。音声ファイルをダウンロードをお試しください。
終楽章は、いかにもハイドンらしく、急速なテンポのフィナーレとして始まる。第1ヴァイオリンにバリオラージュ奏法（開放弦と隣のおさえた弦との音を交互に素早く弾いて、トレモロやアルペッジョを弾く奏法）が利用されると、一挙にリズムが激しさを増す。ついに再現部の終わりにたどり着くと、いかにも交響曲そのものが終わったかのように鳴り響くが、突然に属和音が割って入る。
アダージョ部分（冒頭）
お使いのブラウザーでは、音声再生がサポートされていません。音声ファイルをダウンロードをお試しください。
その後に来るのは、実質的に第2の緩徐楽章というべき部分である。これは古典派の交響曲ではきわめて異例のことであり、おそらくエステルハージ侯にも、非常に耳新しく響いたに違いない。この部分は8分の3拍子によって書かれ、イ長調から嬰ヘ長調に転調する間に、演奏者が持ち場を離れていくのである。わざと尻すぼみのように作曲された終結部は、ミュートをつけたきわめて柔らかなによって演奏される。
退席する直前に、演奏家には短いソロのパッセージが与えられているが、それが目立たないパートもある。退席の順序は次のとおり。第1オーボエと第2ホルン、ファゴット、第2オーボエと第1ホルン、コントラバス、チェロ、第2ヴァイオリン（楽譜上では第3・第4ヴァイオリン）、ヴィオラ。第1ヴァイオリンの2人の独奏者は最後まで演奏する。
アダージョ部分（最後）
お使いのブラウザーでは、音声再生がサポートされていません。音声ファイルをダウンロードをお試しください。

## その他
本作は早くから有名になり、ハイドン自身も自作の第60番『うかつ者』や第85番『王妃』の中でセルフパロディを行っている。
また、アルフレート・シュニトケによる2つのヴァイオリンと11の弦楽器のための『ハイドン風モーツァルト』（Moz-Art à la Haydn、1977年）はこの作品に影響を受けた曲で、真っ暗な中を演奏者が演奏しながら舞台に上がっていく。曲の終わりではひとりずつ演奏しながら舞台から去っていき、再び舞台は暗くなる。
2009年のウィーンフィル・ニューイヤーコンサートでは、ハイドン没後200年を記念し、ダニエル・バレンボイムが第4楽章をとりあげ、団員が1人ずつ壇上から去っていく様が評判を呼んだ。